# Jutland central
Le Jutland central (Midtjylland en danois) est l’une des cinq régions du Danemark.
Créée le 1er janvier 2007, cette région regroupe les anciens amter de Ringkjøbing et d’Aarhus ainsi qu'une partie des amter de Viborg et de Vejle. 
La région, d’une superficie de 13 095 km2, est administrée depuis Viborg. Sa population était de 1 326 340 habitants au 1er janvier 2020.
Le club de football est Football Club Midtjylland.

## Politique
L'organe politique de la région du Jutland central est le conseil régional, composé de 41 conseillers élus au suffrage universel pour un mandat de quatre ans. Il est actuellement présidé par Anders Kühnau, membre de la Social-démocratie.
|       |                                  |        |
| Parti | Parti                            | Sièges |
|       | Social-démocratie (A)            | 13     |
|       | Parti libéral (V)                | 11     |
|       | Parti populaire conservateur (C) | 6      |
|       | Parti populaire socialiste (F)   | 3      |
|       | Liste de l'unité (Ø)             | 2      |
|       | Parti social-libéral danois (B)  | 2      |
|       | Parti populaire danois (O)       | 1      |
|       | La Nouvelle Droite (D)           | 1      |
|       | Chrétiens démocrates (K)         | 1      |
|       | Liste psychiatrie                | 1      |

## Liste des municipalités
Les dix-neuf communes de la région sont (avec leur population au 1er janvier 2014) :
| - Aarhus 323 893 - Favrskov 48 374 - Hedensted 45 715 - Herning 86 842 - Holstebro 57 338 - Horsens 85 662 - Ikast-Brande 40 602 | - Lemvig 20 933 - Norddjurs 37 925 - Odder 21 773 - Randers 96 343 - Ringkøbing-Skjern 57 093 - Samsø 3 767 | - Silkeborg 89 633 - Skanderborg 58 176 - Skive 46 942 - Struer 21 533 - Syddjurs 41 719 - Viborg 94 486 |